# 빌리루빈 글루쿠로나이드
빌리루빈 글루쿠로나이드(영어: bilirubin glucuronide)는 간접 빌리루빈의 컨쥬게이션 과정에서 수용성 대사 중간생성물이다. 빌리루빈 글루쿠로나이드 자체는 빌리루빈 다이글루쿠로나이드와 함께 공액 빌리루빈의 범주에 속한다. 그러나 빌리루빈 다이글루쿠로나이드만이 정상적인 환경에서 쓸개즙으로 주로 배설된다.
대식세포가 헤모글로빈을 함유하고 있는 적혈구를 식세포 작용을 할 때 비결합 빌리루빈은 대식세포로부터 혈장으로 배출된다. 대부분의 경우, 내부 수소 결합을 가지고 있는 유리 및 지용성 비결합 빌리루빈은 소수성을 감소시키고 다른 조직들과의 불필요한 접촉 가능성을 제한하기 위해 알부민 및 훨씬 적은 정도로 고밀도 지질단백질에 결합하며 혈관의 빌리루빈이 뇌를 포함한 혈관외 공간으로 이동하는 것을 막고 사구체 여과가 증가하는 것을 막는다. 그럼에도 불구하고 여전히 약간의 간접 빌리루빈들이 자유롭게 묶여있다. 유리 비결합 빌리루빈은 대뇌를 중독시킬 수 있다.
최종적으로 알부민은 간접 빌리루빈을 간으로 이끈다. 간 시누소이드에서 알부민은 간접 빌리루빈과 해리되어 순환계로 되돌아가는 반면, 간세포는 간접 빌리루빈을 리간딘으로 전달하고 글루쿠로나이드는 비결합 빌리루빈의 내부 수소 결합 형성을 방해함으로써 소포체에서 간접 빌리루빈을 접합시킨다. 이것은 반감기가 길고 물에 불용성인 간접 빌리루빈을 만들고, 2단계 과정에서 2분자의 글루쿠론산을 부착시킴으로써 일어난다. 반응은 UDP-글루쿠론산을 포함하는 2분자의 글루코론산 그룹을 빌리루빈의 프로피온산 그룹으로 순차적으로 전달하며, 주로 UGT1A1에 의해 촉매된다. 이 반응에 대해 보다 더 자세하게 설명하자면 글루쿠로노실 부분은 빌리루빈의 두 개의 중심 피롤 고리의 C8 및 C12 탄소에 위치한 프로피온산 곁사슬들 중 하나와 접합한다.
첫 번째 단계가 완전히 완료되면 기질인 빌리루빈 글루쿠로나이드(모노글루쿠로나이드라고도 함)가 이 단계에서 생성되며, 수용성으로 쓸개즙에서 쉽게 배설된다. 그 후, 다른 글루코론산 부착의 두 번째 단계("재글루쿠론화"라고 함)로 기질인 빌리루빈 글루쿠로나이드는 빌리루빈 다이글루쿠로나이드(8,12-다이글루쿠로나이드)로 변하고 정상적인 사람의 쓸개즙으로 C-MOAT 및 MRP2를 통해 일반적인 쓸개즙의 총 색소의 1~4%에 불과한 적은 양의 비결합 빌리루빈과 함께 모세담관으로 배출된다. 이는 담즙에서 빌리루빈의 최대 96%~99%가 결합됨을 의미한다.
보통 약간의 결합 빌리루빈이 순환계로 빠져나간다. 그럼에도 불구하고 심각한 간질환에서 상당히 많은 수의 결합 빌리루빈이 순환계로 누출된 다음 혈액으로 용해되어 콩팥에 의해 여과되며, 누출된 결합 빌리루빈의 일부 만이 세뇨관에서 재흡수되며 나머지는 소변 속에 남아 소변이 검은 색을 띠도록 한다.

## 임상적 중요성
빌리루빈 글루쿠로나이드의 임상적 중요성은 여러 가지 조건들과 관련되어 있다. 빌리루빈 대사에 관여하는 성분의 활성을 저해하는 약물은 혈액에 빌리루빈을 축적시킬 수 있다. 이에 비해 간이 보통 간접 빌리루빈을 대사할 수 없는 경우 일부 약물의 결합도 손상된다.

### 콩팥
소변 검사를 통해 빌리루빈 글루쿠로나이드가 소변에서 발견되면, 현저한 양의 결합 빌리루빈이 혈액에 존재하고 순환한다는 것을 의미한다.

### 듀빈–존슨 증후군
듀빈-존슨 증후군에서 빌리루빈 글루쿠로나이드의 담도 배설 장애는 다약제 내성 관련 단백질 2(MRP2)의 돌연변이로 인한 것이다. 어두운 색소의 간은 빌리루빈이 아닌 중합된 에피네프린 대사 산물에 기인한다.

### 간부전 및 간염
간접 빌리루빈을 빌리루빈 글루쿠로나이드로 더 나아가 빌리루빈 다이글루쿠로나이드로 효과적으로 전환할 수 없는 간의 경우 고빌리루빈혈증이나 간내 황달이 생긴다.
또한 비결합 고빌리루빈혈증은 간 성분이 간접 빌리루빈을 빌리루빈 글루쿠로나이드로 필요로 하는 것보다 느리게 전환하는 경우에 발생한다. 이러한 상태는 빌리루빈의 간세포로의 흡수 감소(로터 증후군) 또는 결함이 있는 세포 내 단백질 결합과 관련이 있다.
유사한 방식으로 간 성분이 빌리루빈 글루쿠로나이드를 빌리루빈 다이글루쿠로나이드로 전환시키는 데 어려움이 있는 경우에 결합 고빌리루빈혈증이 나타난다. 담관 폐색은 또한 결합 고빌리루빈혈증을 유발할 수 있지만, 병태생리학은 간을 통해 담관에서 혈장으로 간접 빌리루빈 및 빌리루빈 글루쿠로나이드가 거의 없는 빌리루빈 다이글루쿠로나이드의 역류임에 주의해야 한다. 이러한 상태는 결함이 있는 세포 내 단백질 결합 또는 모세담관으로의 분비 방해(듀빈-존슨 증후군)과 관련이 있다.
간부전 및 간염은 간 발생 고빌리루빈혈증에서 가장 병인학적인 증상이다. 예를 들어, 담석과 같이 간내 또는 간외 담관 폐색으로 인한 고빌리루빈혈증의 경우 폐색성 황달이 나타난다.
간은 비결합 빌리루빈의 갑작스런 상승에 직면할 때 에너지를 절약하기 위해 빌리루빈을 제거하는 능력을 보유하고 이전에 저장된 용량만큼 저장하지 않을 수 있기 때문에 빌리루빈의 농도는 간질환의 민감한 초기 지표가 아니다. 요컨대 질환이 있는 간이 혈장에서 과도한 비결합 빌리루빈을 제거하여 정상 기준 범위 내에 있는 총 빌리루빈 수치를 나타낼 가능성은 여전히 존재한다.

### 크리글러-나자르 증후군
크리글러-나자르 증후군에서 글루쿠로닐트랜스퍼레이스의 유전적 결핍으로 인해 혈장에 고농도의 비결합 빌리루빈이 나타난다. 또한, 이러한 영향을 받은 사람들은 뇌증을 일으킬 수 있는 핵황달(뇌에 색소가 침착됨)이 발생할 수 있다.

### 질베르 증후군
질베르 증후군에서 글루쿠로닐트랜스퍼레이스의 활성이 약 70% 감소하여 혈장에 비결합 빌리루빈이 약간 축적된다.

### 신생아 황달
출생시 신생아는 빌리루빈을 접합시키는 능력이 충분하지 않다. 신생아의 8~11%가 생후 첫 주에 고빌리루빈혈증이 발생한다.

### 용혈성 황달
용혈로 인한 황달에서 병태생리학은 혈관 외 또는 혈관 내 용혈로부터 빌리루빈의 과잉생산은 이를 배출하는 간의 능력을 압도한다는 것이다. 혈장에 존재하는 빌리루빈은 간에 의해 흡수되지 않고 접합되어 있지 않기 때문에 이러한 환경에서 대부분 비접합된다. 이 경우, 담즙 내 빌리루빈 96~99%가 위에서 언급한대로 접합되므로 총 혈청 빌리루빈은 증가하지만 직접 빌리루빈 대 간접 빌리루빈의 비율은 96 : 4로 유지된다.

### 뇌 손상
비록 몇몇 연구가 혈청 빌리루빈의 수치와 허혈성 관상 동맥 질환, 암으로 인한 사망률, 또는 대장암의 발병률 사이의 역 상관관계를 보여주었지만, 빌리루빈의 화학예방적 기능의 잠재적 이점과 이들의 인과관계는 증명되지 않았다.

## 주해
1. ↑  C-MOAT는 간세포의 정단 부위 내에 모세담관막에 위치한다.
2. ↑  결합 빌리루빈은 수용성이므로 혈액에서도 마찬가지로 수용성이다.